# دوري سان مارينو
دوري سان مارينو (بالإيطالية: Campionato sammarinese di calcio) هي الدرجة الممتازة لكرة القدم في سان مارينو، ويشارك في الدوري الممتاز 16 نادي. وتم تأسيسه في عام 1985.